# Antegnate
Antegnate (lombardul: Antegnàt) település Olaszországban, Lombardia régióban, Bergamo megyében. Lakosainak száma 3214 fő (2023. január 1.). Antegnate Barbata, Fontanella, Calcio és Covo községekkel határos.

## Népesség
A település népességének változása:
| Lakosok száma | 3219 | 3206 | 3214 |
|               | 2017 | 2018 | 2023 |